# Ducado de Saxe-Coburgo-Gota
Saxe-Coburgo-Gota, Saxe-Coburgo e Gota ou Saxónia-Coburgo-Gota (em alemão:  Sachsen-Coburg und Gotha) era um antigo ducado semi-independente da Alemanha situado no atual estado de Turíngia, pertencente aos chamados ducados ernestinos já que eram governados pelos duques da linha Ernestina da Casa de Wettin.

## História
Em 1825, terminou com Frederico IV de Saxe-Altemburgo a casa ducal de Saxe-Gota-Altemburgo. Tal fato restruturou seus ducados. 
Frederico de Saxe-Hildeburghausen tornou-se duque de Saxe-Altemburgo; Bernardo II de Saxe-Meiningen uniu os ducados de Saxe-Meiningen e Saxe-Hildburghausen, além de adicionar Saxe-Saafeld. Por último, Ernesto III de Saxe-Coburgo-Saalfeld, por união pessoal dos ducados de Saxe-Coburgo e Saxe-Gota, tornou-se Ernesto I de Saxe-Coburgo-Gota, embora os ducados estivessem geograficamente separados. Em 1816, recebeu o principado de Lichtenberg e o vendeu ao Reino da Prússia em 1834 por 80.000 talerns.
A casa de Saxe-Coburgo-Gota, com uma formidável política de arranjos matrimoniais com as dinastias europeias, tornou-se no século XIX a casa reinante da Bélgica, Bulgária, Grã-Bretanha e Portugal.
O irmão de mais novo de Ernesto I de Saxe-Coburgo-Gota, príncipe de Saxe-Coburgo-Gota, Leopoldo, casou-se com Carlota de Gales, única filha e herdeira do rei Jorge IV, que morreu ao dar à luz o primogênito do casal. Em 1831, foi eleito sem dificuldades rei dos belgas. Em 1832, casou-se com Luísa Maria de Orleans, filha de Luís Filipe e seus descendentes ocupam o trono belga até hoje.
O primeiro filho Ernesto I, Ernesto II, recebe o ducado, mas o segundo filho, Alberto, casou-se com a rainha Vitória do Reino Unido coroada em 1837, tornando-se em 1840 Príncipe Consorte e Alteza Real do Reino Unido. Seus descendentes ocupam até hoje o trono britânico. Porém, em 1917, por ocasião da 1ª Guerra Mundial, o nome da dinastia foi trocado para Windsor já que "Saxe-Coburgo-Gota" fora considerado muito germânico, logo anti-patriótico devida à guerra em curso.
Um sobrinho de Ernesto I, Fernando de Saxe-Coburgo-Gota, tornou-se rei consorte de Portugal ao casar-se com Maria II de Portugal e seus descendentes reinaram naquele país até 1910, quando uma revolução proclamou a república.
Outro sobrinho de Ernesto I, Augusto de Saxe-Coburgo-Gota casou-se com Clementina de Orléans, filha de Luís Filipe I de França. Seu quinto filho, Fernando foi eleito príncipe da Bulgária em 1887 e em 1908 autoproclamou-se czar (título equivalente ao de imperador para os búlgaros) sem ter oposição. Em 1918, quando suas tropas o abandonaram e passaram para o lado aliado, Fernando abdicou e voltou a Coburgo, deixando o trono ao seu filho Bóris III.
Deste modo, os duques de Saxe-Coburgo-Gota firmaram laços de sangue com metade das casas reais europeias e também com a família imperial brasileira. O ramo brasileiro dos Saxe-Coburgo iniciou-se com a união entre a princesa Leopoldina de Bragança e Bourbon, filha mais nova do imperador Pedro II com Luís Augusto de Saxe-Coburgo-Gota, em 1864. O casal teve quatro filhos, sendo que apenas o segundo filho, Augusto, legou descendência, que forma hoje o ramo não-dinástico de Saxe-Coburgo e Bragança. 
O sucessor de Ernesto II de Saxe-Coburgo-Gota foi o seu sobrinho Alfredo do Reino Unido, filho de Alberto e da rainha Vitória do Reino Unido que possuía também os títulos de príncipe da Grã-Bretanha e Irlanda, duque de Edimburgo etc. A este sucedeu outro sobrinho, Carlos Eduardo de Albany, príncipe da Grã-Bretanha e Irlanda, embora nos primeiros anos Ernesto de Hohenlohe-Langenburg. Em 1918, com a queda do II Reich, a dinastia também caiu: embora o filho de Carlos Eduardo, João Leopoldo, Príncipe Hereditário de Saxe-Coburgo-Gota tenha reclamado seus direitos, Gota se converteu num Estado livre que logo se uniu ao Estado da Turíngia. Em 1 de maio de 1920, Coburgo foi unida à Baviera.